# Cercamia cladara
Cercamia cladara és una espècie de peix pertanyent a la família dels apogònids.

## Descripció
- Pot arribar a fer 4,5 cm de llargària màxima.
- El cos és transparent.
- 7 espines i 9 radis tous a l'aleta dorsal i 2 espines i 12-13 radis tous a l'anal.
- 24 vèrtebres.[2][3]

## Hàbitat
És un peix marí, associat als esculls i de clima tropical que viu entre 6-40 m de fondària.

## Distribució geogràfica
Es troba al Pacífic oriental central: les illes Australs, les illes de la Societat i Tonga.

## Observacions
És inofensiu per als humans i de costums nocturns.